# Richard Verreau
Pour les articles homonymes, voir Verreau.
Richard Verreau, né Richard Verreault le 1er janvier 1926 à Château-Richer, Québec et mort le 6 juillet 2005 à Québec, est un ténor québécois de réputation internationale. Sa carrière débute en 1951, mais est interrompue par des problèmes aux cordes vocales au milieu des années 1960.

## Biographie
Au sortir de l'Université Laval à Québec, où il vient de terminer des études en chant classique, Richard Verreau se rend à Paris en 1949 grâce à une bourse du gouvernement du Québec. Il trouve à s'y perfectionner avec l'aide et les conseils d'un autre ténor québécois renommé, Raoul Jobin.
En 1951, il est engagé pour 6 mois par l'opéra de Lyon comme ténor dans les opéras Lakmé de Delibes, Manon de Puccini, Mireille de Gounod et Les Pêcheurs de perles de Bizet. En 1952-1954, il est à Rome pour travailler le bel canto auprès du tenor Beniamino Gigli. Au milieu des années 1950, il accepte de doubler Mario Lanza dans la version française du film The Student Prince de Richard Thorpe avec Ann Blyth et Edmund Purdom. Dès la fin de la décennie 1950, il est régulièrement soliste avec l'Orchestre symphonique de Montréal (OSM) et passe souvent sur les ondes publiques canadiennes (SRC). En avril 1961, il est invité par Edgard Davignon, à Val-d'Or, dans le nord-ouest du Québec, pour chanter avec la Chorale de la Vallée-de-l'Or. 
Lors de ses débuts au Metropolitan Opera de New York, dans le rôle-titre de Faust de Gounod, il est qualifié de « nouveau Caruso » par le critique du New York Times. En 1960, et pour trois ans, il devient le premier ténor du New York City Opera et il est réclamé par Covent Garden et par le San Francisco Opera. Une de ses interprétations les plus remarquées est celle du Requiem de Verdi, à plusieurs reprises. On le voit aussi en Italie, en Belgique, en Autriche et en France. Ce sera la période la plus intense de sa carrière. De retour à Montréal, il chante avec l'OSM dans Tosca puis incarne Faust au Metropolitan Opera. En 1963-1964, il est très bien accueilli dans ses trois tournées de chant en Union soviétique.
Il revient toujours à Montréal où il multiplie les apparitions avec l'Opéra Guild et le Théâtre lyrique de Nouvelle-France. En 1965, il joue dans Manon au Metropolitan Opera. En 1967, il reprend à Montréal le rôle de Faust avec l'OSM, dans le cadre de l'Exposition universelle de 1967.
À cette époque, il éprouve des problèmes aux cordes vocales. Il s'intéresse de plus en plus à la peinture et fonde bientôt sa galerie qui devient sa principale activité à partir de 1977. Il tiendra galerie à la fois à Québec et à Montréal.
En 2005, veuf depuis peu, père de deux enfants, résidant à Lévis (quartier Saint-Nicolas), c'est à Québec qu'il meurt des suites d'un cancer du poumon à l'âge de 79 ans. Il est inhumé au cimetière Notre-Dame-de-Belmont.
Son enregistrement de La Damnation de Faust de Berlioz, pour Deutsche Grammophon, sous la direction d'Igor Markevitch, reste une référence. On entend régulièrement Richard Verreau dans le temps des fêtes de Noêl, sur les ondes radiophoniques au Québec, car son interprétation de Minuit, chrétiens est restée l’une des meilleures de la discographie.
Le fonds d’archives Richard Verreau est conservé au centre d’archives de Québec de la Bibliothèque et Archives nationales du Québec.

## Discographie
- 1959 : Chantons Noël : Orchestre et Chœur d'André Grassi; RCA LSC-2390 et RCA KGL-1-0215, réédité en 2001 BMG QGCD-9101.
- 1959 : Richard Verreau à l'église : avec les Disciples de Massenet, dirigés par Charles Goulet, J. Martin à l'orgue; RCA CCS-1003; réédition BMG QGCD-9100.
- 1959 : La Damnation de Faust (Hector Berlioz); Orchestre Lamoureux, Igor Markevitch chef d'orchestre; 2-DG SLPM-138-099, (sélections) DG 2538-244. report 2019, 2 CD et 1 Blu-ray disc Pure audio.
- 1960 : Opéra : quelques grands airs; Orchestre Symphonique de Turin, Wilfrid Pelletier chef d'orchestre; RCA LSC-2458 et RCA KGL-1-0217; réédition BMG QGCD-9103.
- 1960 : Sérénade : airs napolitains; Orchestre d'André Grassi; RCA LSC-2502 et RCA KGL-1-0216; réédition BMG QGCD-9102.
- 1961 : Romance : romances françaises et italiennes; Orchestre d'André Grassi; RCA LSC-2573, RCA KGL-1-0079, (« Marechiare ») Tapestry GD-9377; réédition BMG QGCD-9105.
- 1962 : Concert : Adam, Gounod, Bizet et autres; Chœur d'Yvonne Gouverné, Orchestre Symphonique RCA Victor, R. Blareau chef d'orchestre; RCA LSC-2645 et RCA KGL-1-0189; réédition BMG QGCD-9104.
- 1963 : Messe en si mineur (Bach); Temple University Choirs, Orchestre de Philadelphie, Eugene Ormandy chef d'orchestre; 2-Col M3S-680.
- 1967 : Haendel, Caccini, Stradella et autres; John Newmark au piano;  CBC Expo-20 et RCI 249.
- 1996 : mélodies et airs d'opéras 1967-1973 (3 CD - émissions radio/TV etc.); Fonovox VOX 7833-2.
- 2001 : La Collection [réédition sur CD]; BMG 74321897582.

## Honneurs
- 1961 - Grand Prix du disque de France, pour La Damnation de Faust
- 1991 - Membre de l'Académie des Grands Québécois (par la Chambre de commerce de Québec)
- 1996 - Intronisé au Panthéon canadien de l'art lyrique (Opéra de Montréal)
- 1998 - Officier de l'Ordre du Canada
- 1999 - prix du Choix du public, au Festival international de musique de Montréal
- 2000 - Officier de l'Ordre national du Québec
- 2004 - Ambassadeur de l’Opéra de Québec

## Sources
- Fiche sur le site de l'Ordre national du Québec
- Fiche sur QIM
- « Fiche »(Archive.org • Wikiwix • Archive.is • Google • Que faire ?) de L'Encyclopédie canadienne